# 劉梓堅
劉梓堅（Lau Tsz Kin，1990年11月12日－），生於香港，香港足球運動員，司職中場，現時效力香港丙組聯賽球會三昇。

## 球會生涯
劉梓堅生於香港，於2008年加盟香港超級聯賽球隊黃大仙。2014－15年球季，劉梓堅協助黃大仙升班，參加香港超級聯賽。2014年11月6日，聯賽盃C組，劉梓堅首次在港超聯上陣，最終黃大仙以2–3不敵太陽飛馬。2015－16年球季結束後，劉梓堅獲安排到廣州球隊與廣州富力U19跟操3日，又在港會招募球員活動中現身。2016－17年球季，劉梓堅選擇隨原來黃大仙班底轉投新組成的標準灝天。

## 外部連結
- 香港足球總會網頁球員註冊資料 （页面存档备份，存于）